# Dolores Huerta
Dolores Clara Fernández Huerta (přechýleně Huertová; * 10. dubna 1930 Dawson, Nové Mexiko) je americká odborářka a aktivistka za občanská práva. Je spoluzakladatelkou United Farm Workers (UFW) a viceprezidentkou California AFL-CIO (American Federation of Labor and Congress of Industrial Organizations). Je známou aktivistkou, jejíž angažovanost se vždy zaměřovala na otázky rovnosti žen a sociální spravedlnosti.

## Život
Její rodiče se rozvedli, když jí byly tři roky. Její matka, Alicia Chaves, vychovávala Dolores a její dva bratry a dvě sestry sama. Žili mezi zemědělskými dělníky ve Stocktonu v kalifornském San Joaquin Valley. Její matka byla podnikatelka. Vlastnila restauraci a hotel se 70 pokoji, kde mohly rodiny zemědělských dělníků často pobývat zdarma.
Od roku 1964 se Dolores Huerta stala respektovanou partnerkou při vyjednávání zájmů odborového svazu polnohospodářských pracovníků. Její viceprezidentství v AFL-CIO je považováno za indikátor formálně sebevědomější role žen v odborech, kde dříve dominovali muži.

## Ocenění
- Four Freedoms Award (2003)[4]
- Prezidentská medaile svobody (2012)[5]
- Na její počest byl v roce 2019 pojmenován asteroid (6849) Doloreshuerta,[6] objevený americkými astronomy Eleanor Helinovou a Schelte Busem na Observatoři Palomar v Kalifornii v roce 1979.[7]